# Захаров, Алексей Константинович
Алексе́й Константи́нович Заха́ров (3 марта 1948, Москва — 6 марта 2012, там же) — российский политический деятель, депутат Государственной думы (1995—1999, 2003).

## Образование
В 1966 окончил физико-математическую школу № 444 города Москвы (одновременно стал чемпионом СССР среди юношей по ручному мячу). В 1972 окончил факультет экспериментальной теоретической физики Московского инженерно-физического института (с 2009 года — Национальный исследовательский ядерный университет «МИФИ»).
Кандидат физико-математических наук (тема диссертации: «Моделирование и распространение лазерного излучения в морских водах»).

## Научная деятельность
В 1973—1979 работал в Научно-исследовательском институте оптико-физических измерений, в 1979—1994 — в Институте океанологии Академии наук. Занимался проблемами распространения лазерного излучения в океанских водах (система связи «спутник-подводная лодка»). Неоднократно участвовал в океанских экспедициях.

## Политическая деятельность
- В 1989 как представитель своего института участвовал в выборах академика А. Д. Сахарова на Съезд народных депутатов СССР. В 1990 был избран председателем профкома института. Явился одним из создателей профсоюза работников Российской Академии Наук, был первым заместителем председателя совета профсоюза.
- В 1993 как представитель организации учёных — Клуба избирателей Академии Наук (КИАН) — участвовал в создании блока Явлинский-Болдырев-Лукин. Предложил назвать блок «Яблоко». Автор раздела «Наука» в избирательной программе блока. Баллотировался в депутаты Государственной думы первого созыва по списку «Яблока», избран не был.
- В 1994 стал руководителем аппарата комитета Государственной думы по образованию, культуре и науке. Разработчик законов «О науке…» и «О статусе наукоградов». В 1995 — руководитель аппарата фракции «Яблоко».
- В 1994—1995 — член политсовета партии «Демократическая альтернатива».
- В 1996—1999 — депутат Государственной думы второго созыва, заместитель председателя Комитета по конверсии и наукоёмким технологиям, секретарь фракции «Яблоко».
- В 1998 возбудил и выиграл в Конституционном суде дело, в результате которого Б. Н. Ельцину было запрещено выдвигаться в президенты на третий срок.
- В 1999 баллотировался в депутаты Государственной думы третьего созыва по списку «Яблока», избран не был.
- В 2000—2003 — ответственный секретарь Всероссийского демократического совещания.
- В сентябре-декабре 2003— депутат Государственной думы третьего созыва (получил мандат после смерти депутата Ю. П. Щекочихина).
- В 2003 баллотировался в депутаты Государственной думы четвёртого созыва по списку «Яблока», избран не был.
- С 2004 находился в оппозиции к лидеру партии «Яблоко» Г. А. Явлинскому, обвинял его в авторитарных методах руководства партией. В 2005 вышел из партии «Яблоко» и вступил в Республиканскую партию России, стал членом её политсовета. Исполнительный директор фонда «Демократическая альтернатива».